# Мост Эйфеля (Португалия)
Мост Эйфеля (порт. Ponte Eiffel) — совмещённый автомобильно-железнодорожный мост через реку Лима в городе Виана-ду-Каштелу, Португалия. Был построен в 1878 году Гюставом Эйфелем.
Длина пролетов моста равна 560 м. Открытие состоялось 30 июня 1878 года. Мост является двухуровневым (на нижнем уровне проходят железнодорожные пути, а на верхнем автострада).
В Португалии есть более известный двухуровневый мост, спроектированный Эйфелем, это Понти-ди-Дон-Луиш I, связывающий города Порту и Вила-Нова-ди-Гая.
По некоторым источникам мост Понти ди Дон Луиш 1 спроектирован учеником Эйфеля